# 인권 영화
인권 영화(人權 映畵)는 인권을 증진하고 인권 현안을 알리려는 주제의식을 갖고 인권에 관련된 내용을 담은 영화이다.
영화가 인권에 관련된 내용을 담고 있다고 해도 전체 영화의 양상은 여러 가지일 수 있다. 인권 사안을 이야기하거나 인권을 침해받고 있는 인물이 등장하면서도, 전체 영화의 흐름 안에서 인권을 소재 중 하나로 이용하거나 인권을 침해받는 인물을 주변적 인물로 등장시키는 경우가 있다. 인권을 영화의 주된 내용으로 삼고 있다고 하더라도, 주제로 삼은 인권 사안에 대해 제대로 이해하고 있지 못하는 것으로 보이거나, 영화가 전달하는 메시지가 결과적으로 인권에 반하는 내용일 경우도 있다. 또한 영화의 전개 과정에서 그 영화가 주제로 삼지 않은 다른 인권을 침해하는 방식으로 진행되는 경우도 있다. 따라서 판별자의 가치관에 따라 한 영화를 인권 영화로 분류할 것인지 아닌지가 달라질 수 있다.
영화 형식으로는 극영화와 다큐멘터리 중 어떤 것을 택하든 인권 영화를 만들 수 있다. 다만 인권 현안을 알린다는 인권 영화의 목표가 가진 특성상 극영화 보다는 다큐멘터리의 형식을 취하는 경우가 더 많다.
인권 영화는 그 내용상 상업적 가치가 떨어지는 경우가 대부분이다. 그래서 인권 영화는 대부분 독립 영화에 속한다고 볼 수 있다. 드문 경우이기는 하지만 원칙적으로 상업 영화 중에서도 인권 영화가 있을 수 있다. 적어도 한국에서 인권 영화가 극장에서 개봉하기란 어려운 현실이며, 주로 각종 영화제에서 인권 영화를 접할 수 있다. 다만 한국에서 다큐멘터리가 꽤 많은 관객들의 지지를 받기 시작하면서부터는 몇몇 인권 영화가 극장 개봉을 하기도 한다.

## 같이 보기
- 영화 장르